# برطلة
برطلة (باللغة السريانية:ܒܪܛܠܐ) مدينة آرامية عراقية سريانية تقع شرق مدينة الموصل ضمن حدود محافظة نينوى الإدارية. يحدها من الشمال الشرقي جبل مار دانيال غالبية سكانها من المسيحيين السريان الأرثوذكس والكاثوليك كما يسكن بأطرافها الشبك حالياً.

## التاريخ
برطلة بلدة آرامية سريانية مسيحية كبيرة من أعمال سهل نينوى، شرقي الموصل تحتل منزلة مرموقة في تاريخ الكنيسة السريانية، بما أنجبته من بطاركة ومفارنة ومطارنة، ورهبان وعلماء وأدباء وشعراء، وخطاطين عززوا مكانتها بين الملأ ورفعوا شأنها عاليا. وهي قديمة العهد ذكرها بعض المؤرخين الثقات ضمن القرى الكائنة بين الموصل وأربيل في عهد الإسكندر المقدوني.
وكان القرن الثالث عشر للميلاد عصرها الذهبي، فقال عنها ياقوت الحموي (المتوفي سنة 1223) "برطلي بفتح الباء وضم الطاء وتشديد اللام وفتحها بالعصر والإمالة، قرية كالمدينة في شرقي دجلة الموصل من أعمال نينوى.
كثيرة الخيرات والأسواق والبيع والشراء يبلغ دخلها كل سنة عشرين ألف دينار حمراء. والغالب على أهلها النصرانية وبها جامع للمسلمين وأقوام من أهل العبادة والتزهد ولهم بقول وخس جيد يضرب به المثل وشربهم من الآبار."
هذا كان شأنها في القرن الثالث عشر، ولكنها تقلصت بعدئذ شيئا فشيئا بما داهمها من المصائب والنوائب حتى أصبحت اليوم ربع ما كانت عليه في العصور الخالية. وقد انتقل إلى برطلة في القرن الثامن عشر على الأغلب: سريان سميل بجملتهم وكذلك أهل باصخرا وباشبيتا. وقد أحبها مفارنة المشرق فأقام فيها بعضهم ردحا من الزمن، منهم المفريان إغناطيوس لعازر (1164 +) وغريغوريوس يعقوب (1215+) وديونيسيوس صليبا (1271 +) والعلامة يوحنا ابن العبري (1286+) وشقيقه برصوم الصفي الذي توفي فيها سنة 1307 وغريغريوس متى بن حنو البرطلي (1345+) وقورلس يوسف (1470+).
ظهر اسم البلدة في إحصاء 1957 م وكان عدد سكنها في تلك العام 3116 نسمة.

## الكنائس
كانت برطلة من أولى قرى نينوى التي اعتنقت الدين المسيحي المبين في صدره، يشهد بذلك شهداؤها الأربعون في الربع الأخير من القرن الرابع. وقد أنشئت فيها كنائس عديدة منها كنيسة مار احودامه المعروفة بالكبرى، وكنيسة القديسة شموني المقابية، وكنيسة مار كوركيس، وكنيسة السيدة العذراء والدة الإله، وكنيسة العذراء الجديدة.
كنيسة مار احودامة أسسها المفريان إغناطيوس الثاني (1164 +) وأقام فيها مدة. وفيها أنشأ المفريان غريغوريوس يعقوب (1215+) قلاية مفريانية كبرى. وفيها على الأرجح كتب المفريان العلامة مار غريغوريوس يوحنا ابن العبري تعليقه على كتاب المعذعذان الذي دوّنه في برطلي في 30 كانون الثاني 1282 وهو أنه سمع الشماس في الطقس الشرقي يتلو عند تبريك الماء، الصلاة المعينة لحلول الروح القدس، فامتعض وصبر على القوم ثماني عشرة سنة حتى لقتلع الإكليروس بخطاهم وجروا فيها مجرى الطقس الغربي. وكانت هذه الكنيسة الجليلة عامرة قائمة في القرن الرابع عشر بدليل الرقم السرياني الحجري الذي اكتشف في خرائبها سنة 1933 وترجمته: «غادر هذه الحياة الشقية إلى عالم الأفراح : الشماس ميخائيل في شباط سنة (1386 م).» ثم خربت على أثر الاضطرابات القاسية التي اصطلت بنارها تلك البلاد في القرون التالية.
وكنيسة القديسة اشموني، أنشئت بظاهر القرية، ولا يعرف تاريخ بنائها الأول بالضبط، إنما يرجعها بعضهم إلى القرن الخامس عشر، وقد تجدد بنائها أولا سنة 1807 مع بناء كنيسة مار كوركيس بهمة أهالي برطلة ثم سنة 1869 في عهد البطريرك يعقوب الثاني ومار قولس دنحا أسقف دير مار متى. ومنذ بضع سنوات اهتم بترميمها كاهنها الخوري إلياس شعيا، وفتح لها شبابيك واسعة، وشيّد في مدخلها بابا كبيرا وجميلا مع قبة جرس، وحسن أوقافها، وأنشأ بجوارها مدرسة ابتدائية في عشرين غرفة كبيرة على الطراز الحديث، وكان يعاونه مؤمنو برطلي في كل ذلك. أما جرسها الكبير فقد تبرع به البطريرك يعقوب الثالث أثناء مطرنته على أبرشية بيروت ودمشق. ولهذه الكنيسة غالبا خط المطران رزق الله الشهيد الموصلي كتاب فرض الآلام في أثناء رهبانيته سنة 1736 وهي في سميل.
وكنيسة مار كوركيس قديمة أيضا وقد تجدد بناؤها مع بناء كنيسة مارت شموني سنة 1807. ولها ولكنيسة مارت شموني رسم مار قورلس عبد العزيز أسقف المشرق (1782-1816) القس متي والشماس أرشيليدوس سنة (1792 م). ولها كتب القس يعقوب بن يوحنا القرقوشي نحو سنة 1751 فرض حسايات في عهد البطريرك جرجس الرابع والمفريان لعازر الرابع وايوانيس كازار مطران دير مار بهنام وأيام القسوس : دانو وعبد الله وإبراهيم (المقدسي). وفي النصف الثاني من القرن التاسع عشر، أخذها السريان الكاثوليك بعد انفصالهم عن الكنيسة السريانية الأرثوذكسية.
وكنيسة السيدة قديمة وقد درست معالمها. أما كنيسة العذراء الجديدة فقد تم بناؤها في وسط القرية سنة 1892 بهمة مار قولس إلياس قدسو الموصلي مطران أبرشية دير مار متي (1921+) وتبرعات وجهود المؤمنين في برطلة وخصوصا آل عتي الكرام. وقد بنيت هذه الكنيسة بانقاض دير مار يوحنا ابن النجارين في برطلي ودير مار دانيال في جبل مار دانيال.

## مواقع خارجية
- موقع ألكتروني لمدينة برطلة
- صفحات من تاريخ برطلي